# 双曲型偏微分方程式
数学の分野における、n 階の双曲型偏微分方程式（そうきょくがたへんびぶんほうていしき、英: hyperbolic partial differential equation）とは、大まかには、n−1 階微分まで良設定な初期値問題を含む偏微分方程式のことを言う。より正確には、非特性的超曲面に沿った任意の初期データに対して局所的に解くことの出来るコーシー問題のことを言う。力学に現れる多くの方程式は双曲型であるため、その研究は本質的に重要かつ時代の要求に即したものとして、興味の注がれるものである。双曲型方程式の代表例として、波動方程式が挙げられる。空間が一次元の場合では、その方程式は
{\displaystyle u_{tt}-u_{xx}=0\,}
として与えられる。この方程式には、もし u とその一階微分が（十分に滑らかな性質を備えた）初期直線 t = 0 上で任意に特徴付けられる初期データであるなら、すべての時間に対して方程式の解が存在する、という性質がある。
双曲型方程式の解は、「波状」（wave-like）である。双曲型微分方程式の初期データにある擾乱（disturbance）が加えられたとしても、空間のすべての点がその影響を同時に受けることはない。固定された時間座標について、そのような擾乱の伝播速度は有限である。そのような擾乱は、方程式の特性曲線に沿って移動する。この特徴は、双曲型方程式を楕円型方程式や放物型方程式と区別するものである。楕円型や放物型の方程式の初期（あるいは境界）データに対して与えられる摂動は、本質的に領域内のすべての点に同時に影響を与える。
双曲性の定義は、本質的には定性的（qualitative）なものであるが、考えている微分方程式の種類に依存して、それを判断するための正確な基準が存在する。線型微分作用素に対して十分に開発された定理は、ラース・ガーディンによる超局所解析の研究に見られる。非線型微分方程式は、その線型化がガーディンの意味で双曲型であるなら、双曲型である。保存則系に現れる一階の方程式系に対しても、また幾分か異なる定理が存在する。

## 定義
偏微分方程式がある点 P において双曲型であるとは、P を通る非特性的超曲面上の任意の初期データに対して、そのコーシー問題が P のある近傍において一意に解くことが出来ることを言う。 

## 例
{\displaystyle Au_{xx}+Bu_{xy}+Cu_{yy}+{\text{(lower order terms)}}=0\,}
の形で記述され、
{\displaystyle B^{2}-4AC>0\,}
を満たすような任意の方程式は、変数の線型変換によって、波動方程式へと変換することが出来る。ただし、低階の項（lower order terms）が残るが、それらは方程式の定性的な理解においては本質的ではない。この定義は、平面の双曲線の定義と類似のものである。
一次元の波動方程式
{\displaystyle {\frac {\partial ^{2}u}{\partial t^{2}}}-c^{2}{\frac {\partial ^{2}u}{\partial x^{2}}}=0}
は、双曲型方程式の一例である。二次元および三次元の波動方程式も同様に、双曲型偏微分方程式の範疇に含まれる。
このタイプの二階の双曲型偏微分方程式は、一階の微分方程式からなる双曲系（hyperbolic system）へと変換出来る場合もある。

## 偏微分方程式の双曲系
{\displaystyle {\vec {x}}\in \mathbb {R} ^{d}} とし、{\displaystyle s} 個の未知関数 {\displaystyle {\vec {u}}=(u_{1},\ldots ,u_{s})}, {\displaystyle {\vec {u}}={\vec {u}}({\vec {x}},t)} に対して、次の一階偏微分方程式系を考える：
{\displaystyle (*)\quad {\frac {\partial {\vec {u}}}{\partial t}}+\sum _{j=1}^{d}{\frac {\partial }{\partial x_{j}}}{\vec {f^{j}}}({\vec {u}})=0.}
ここで {\displaystyle {\vec {f^{j}}}\in C^{1}(\mathbb {R} ^{s},\mathbb {R} ^{s}),j=1,\ldots ,d} は連続的微分可能な関数であり、一般的には非線型である。
今、各 {\displaystyle {\vec {f^{j}}}} に対して、{\displaystyle s\times s} 行列
{\displaystyle A^{j}:={\begin{pmatrix}{\frac {\partial f_{1}^{j}}{\partial u_{1}}}&\cdots &{\frac {\partial f_{1}^{j}}{\partial u_{s}}}\\\vdots &\ddots &\vdots \\{\frac {\partial f_{s}^{j}}{\partial u_{1}}}&\cdots &{\frac {\partial f_{s}^{j}}{\partial u_{s}}}\end{pmatrix}},{\text{ for }}j=1,\ldots ,d}
を定義する。
この時、系 {\displaystyle (*)} が双曲的であるとは、すべての {\displaystyle \alpha _{1},\ldots ,\alpha _{d}\in \mathbb {R} } に対し、行列 {\displaystyle A:=\alpha _{1}A^{1}+\cdots +\alpha _{d}A^{d}} が対角化可能であり、その固有値が全て実数であることを言う。
行列 {\displaystyle A} が「異なる」実固有値を持つ場合には、対角化可能である。この場合、系 {\displaystyle (*)} は厳密に双曲的（strictly hyperbolic）であると言う。

## 双曲系と保存則
双曲系と保存則には関連がある。一つの未知関数 {\displaystyle u=u({\vec {x}},t)} についての一つの微分方程式からなる双曲系を考える。この場合、系 {\displaystyle (*)} は次の形で記述される：
{\displaystyle (**)\quad {\frac {\partial u}{\partial t}}+\sum _{j=1}^{d}{\frac {\partial }{\partial x_{j}}}{f^{j}}(u)=0.}
今、{\displaystyle u} は流束 {\displaystyle {\vec {f}}=(f^{1},\ldots ,f^{d})} を備えるある量であると考えられる。この量が保存されることを示すために、系{\displaystyle (**)} を領域 {\displaystyle \Omega } について積分する：
{\displaystyle \int _{\Omega }{\frac {\partial u}{\partial t}}d\Omega +\int _{\Omega }\nabla \cdot {\vec {f}}(u)d\Omega =0.}
{\displaystyle u} と {\displaystyle {\vec {f}}} が十分に滑らかな関数であるなら、発散定理を使い、また積分と {\displaystyle \partial /\partial t} の順序の交換を行うことで、一般的な形での量 {\displaystyle u} についての保存則
{\displaystyle {\frac {d}{dt}}\int _{\Omega }ud\Omega +\int _{\partial \Omega }{\vec {f}}(u)\cdot {\vec {n}}d\Gamma =0}
を得ることが出来る。この式は、領域 {\displaystyle \Omega } 内の {\displaystyle u} の時間変化の割合が、境界 {\displaystyle \partial \Omega } に沿った正味の流束と等しいことを意味している。これは単一の等式であるため、{\displaystyle u} は {\displaystyle \Omega } 内で保存されていると結論付けることが出来る。